# Tomactilicán
Tomactilicán es una localidad del estado mexicano de Guerrero. Es parte del municipio de José Joaquín de Herrera.

## Demografía
| Gráfica de evolución demográfica |
|                                  |

| Censo | Población |
| ----- | --------- |
| 1970  | 97        |
| 1980  | 819       |
| 1990  | 393       |
| 2000  | 741       |
| 2010  | 990       |
| 2020  | 1 217     |